# Melaenornis ardesiacus
A Melaenornis ardesiacus  a madarak osztályának verébalakúak (Passeriformes) rendjébe és a légykapófélék (Muscicapidae) családjába tartozó faj.

## Rendszerezése
A fajt Jacques Berlioz francia ornitológus írta le 1936-ban.

## Előfordulása
Afrikában, Burundi, a Kongói Demokratikus Köztársaság, Ruanda és Uganda területén honos. Természetes élőhelyei a szubtrópusi vagy trópusi hegyi esőerdők és magaslati cserjések. Állandó, nem vonuló faj.

## Megjelenése
Átlagos testhossza 18 centiméter, testtömege 26–35 gramm.

## Életmódja
Rovarokkal táplálkozik, melyet magányosan, vagy párban keresgél.

## Természetvédelmi helyzete
Az elterjedési területe elég nagy, egyedszáma csökken, de még nem éri el a kritikus szintet. A Természetvédelmi Világszövetség Vörös listáján nem fenyegetett fajként szerepel.